# Heilig Kruiskerk (Warschau)
Heilig Kruiskerk (Pools: Kościół św. Krzyża, ook Kościół świętokrzyski) is een rooms-katholieke kerk in de Poolse hoofdstad Warschau. Gelegen aan de Krakowskie Przedmieście direct tegenover de Universiteit van Warschau. De machtige barokke façade met de twee torens domineert de straat.

## Geschiedenis

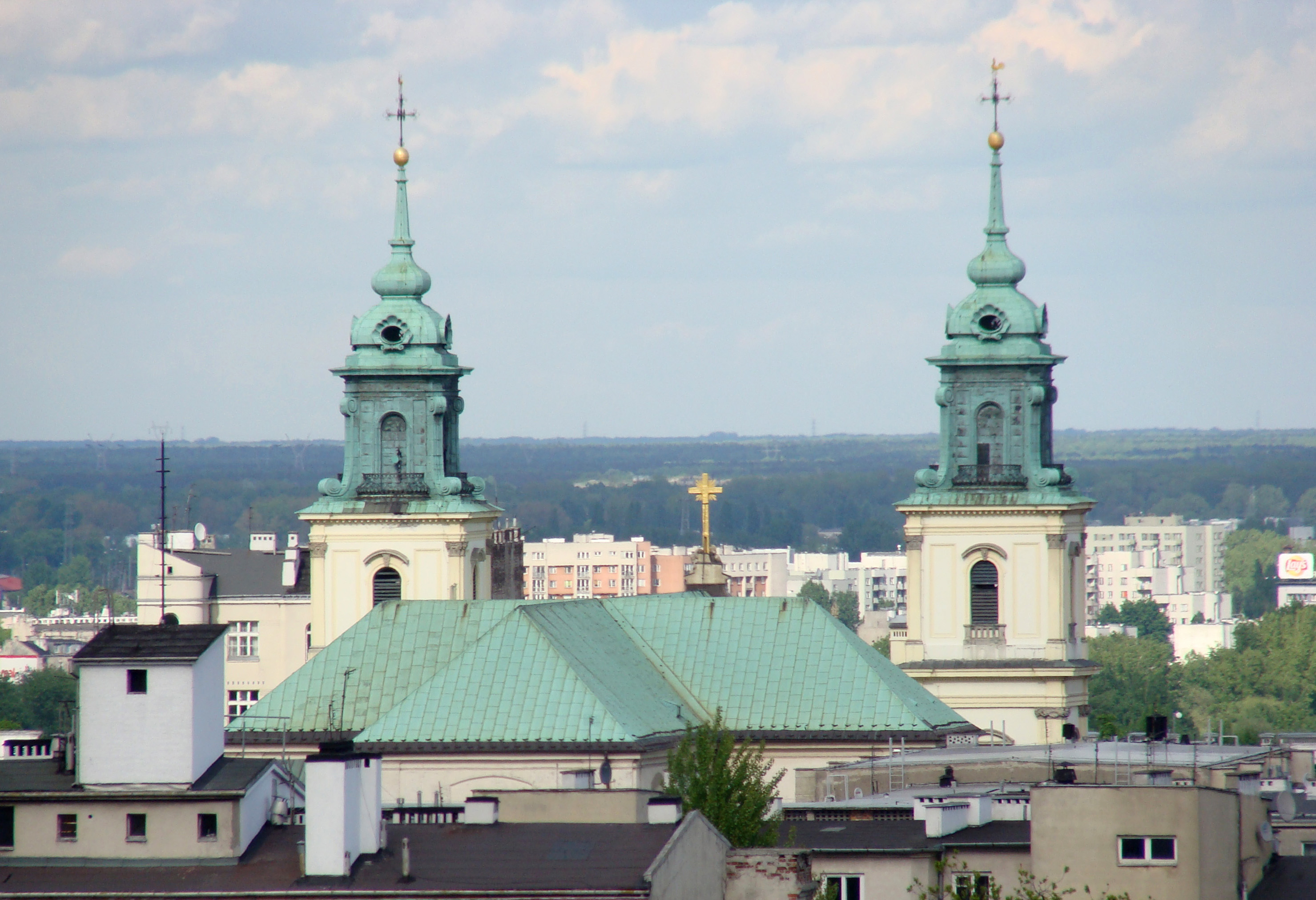
Het koperen dak en klokkentorens van de kerk vanuit vogelperspectief

Aan het begin van de 15de eeuw werd op deze plek een kleine houten kapel van het Heilig-Kruis opgericht. In 1526 werd de oude kapel gesloopt en een nieuwe kerk werd gebouwd. In 1615 werd het herbekleed en uitgebreid door Paweł Zembrzuski, de kerk was te klein geworden door de groei van Warschau. Oorspronkelijk was het buiten de stadsmuren gelegen, maar in de 17de eeuw werd het een van de belangrijkste kerken in de zuidelijke stadsdelen. In 1656 gaf koningin Marie Louise Gonzaga de kerk aan de Franse Orde van de Missionarissenmonniken van Vincent de Paul. Later in dat jaar werd Warschau tijdens de Deluge ingenomen door Zweedse legers. De kerk werd door de Zweden geplunderd. Tijdens de regeerperiode van koning Jan Sobieski werden de restanten van de kerk gesloopt en er werd een nieuw kerkgebouw gebouwd. Begin van 1700 was het begin van de gorzkie żal gewoonte.
Het hoofdgebouw werd tussen 1679 en 1696 gebouwd volgens plannen van architect Józef Szymon Bellotti, de Koninklijke architect van het Koninklijk Hof van Polen. Het werd gefinancierd door abt Kazimierz Szczuka en de Primaat van Polen Michał Stefan Radziejowski. De façade werd naar voorbeeld gebouwd volgens de Renaissance façades van de kerken in de buurt. In die tijd werden ook de twee torentjes die de façade versieren gebouwd. Tussen 1725 en 1737 werden twee barokke bovenstukken van Józef Fontana aan de kerk toegevoegd. De façade werd in 1756 gereconstrueerd door de zoon van Fontana, Jakub en versierd met beelden van Jan Jerzy Plersch.
Tijdens de Opstand van Warschau van 1794 werden de trappen die naar de hoofdingang leidde verwoest en werd vervangen door een ontwerp van Chrystian Piotr Aigner. Voor de kerk speelde vele belangrijke gebeurtenissen zich af, zoals tijdens de demonstraties van 1861 en de Opstand van 1863. Aan het einde van de 19de eeuw veranderde het interieur van de kerk en in 1882 werd een urn met het hart van Frédéric Chopin in een van de kapellen van de kerk bijgezet. Daarna volgde een urn met de overblijfselen van Władysław Reymont. In 1889 werd de buitentrappen die leidde naar de hoofdingang gereconstrueerd en een beeld van Christus onder het Kruis van Pius Weloński toegevoegd. Andere epitafen zijn gewijd aan de schrijver Bolesław Prus, schrijver Józef Ignacy Kraszewski, dichter Juliusz Słowacki en generaal Władysław Sikorski die tijdens de Tweede Wereldoorlog opperbevelhebber van de Poolse strijdkrachten in het westen was.
Tijdens de Opstand van Warschau in 1944 raakte de kerk zwaar beschadigd, nadat de Duisters haar hadden opgeblazen. De kerk werd tussen 1945 en 1953 herbouwd door B. Zborowski in een simpele architectonische vorm. De interieur werd gereconstrueerd, zonder de barokke polychromie en fresco's. Het barokke hoogaltaar uit 1699 werd tussen 1960 en 1972 gereconstrueerd gecombineerd met een moderne schilderij van Komorowski. In 2003 gaf paus Johannes Paulus II de kerk de status van Basilica minor.
Het orgel van de Heilig Kruiskerk is de grootste van Warschau. Het orgel werd in 1925 in Salzburg gebouwd.